# 和田圭
和田 圭（わだ けい、1952年（昭和27年）9月13日 - 2021年（令和3年）6月26日）は、日本のフリージャーナリスト、フジテレビ編集委員・解説委員を務めた。

## 来歴
東京都新宿区出身。血液型はO型。学習院大学法学部法学科卒業。1975年、フジテレビに入社。学習院大学法学部の1期先輩に読売テレビ報道局特別解説委員の岩田公雄がいる。
報道記者として、首相官邸、自民党、野党各担当キャップ、外務省、労働省などを担当し、ニュース番組のプロデューサー・ニュースキャスター・解説委員を歴任し、「日本記者クラブ」の企画委員も務めた。
2021年6月26日、急性心不全のため自宅で死去。68歳没。死去が明らかになった9月13日は和田の69歳の誕生日でもあった。有賀との離婚後は再婚せず独身だった。

## 人物
- ダブルスーツを常用するなど、服装には強い拘りがあり、シングルスーツの着用はほぼ皆無だった。
- 2002年、元フジテレビアナウンサーの有賀さつきと結婚。長女をもうけたが2006年に離婚[6]。娘の親権は有賀が持ったが、2018年1月30日に有賀が死去したため、娘は和田に引き取られた[7][8]。
- バラエティ番組は出演しなかったが、2005年のFNSの日「あっつい25時間テレビ」内コーナーの夫婦ニュースで妻の有賀（番組上では「有賀」に罫線を引き、「旧姓有賀・現和田」さつきと表記）と夫婦で出演した。

## 担当した番組
レギュラーとして出演した番組
| 期間                               | 期間                               | 番組名              | 役職                   | 担当日     | 備考                         |
| ---------------------------------- | ---------------------------------- | ------------------- | ---------------------- | ---------- | ---------------------------- |
| 1988年4月1日                       | 1989年3月31日                      | FNNモーニングコール | 政治経済関連キャスター | 平日       |                              |
| 2002年10月7日 および 2009年3月30日 | 2006年6月26日 および 2010年6月21日 | ニュースJAPAN       | コメンテーター         | 月曜日     | 以前は、プロデューサーを担当 |
| 2007年1月5日                       | 2009年3月27日                      | ニュースJAPAN       | コメンテーター         | 金曜日     | 以前は、プロデューサーを担当 |
| 2010年7月1日                       | 2011年3月24日                      | ニュースJAPAN       | コメンテーター         | 木曜日     | 以前は、プロデューサーを担当 |
| 2011年3月31日                      | 2012年9月28日                      | ニュースJAPAN       | コメンテーター         | 木・金曜日 | 以前は、プロデューサーを担当 |

イレギュラー番組
- 情報プレゼンター とくダネ!（不定期）
- 知りたがり!（不定期）
- FNNスピーク（不定期）
- 各種報道特番（不定期）
- FNN NEWSCOM（プロデューサー）
- 報道2001（プロデューサー）

## 書籍
- 和田圭・有賀さつき『実況解説!小泉劇場』PHP研究所、2002年3月6日発売 ISBN 4569620892

## 同期入社
- 堺正幸
- 田丸美寿々
- 酒井ゆきえ

上の3人はアナウンサーとしての入社である。